# Moja Wola
Moja Wola – dawniej Kuźnica Sośniewska, osada w powiecie ostrowskim, w województwie wielkopolskim, w gminie Sośnie.
Położona jest na skraju wsi Sośnie, około 25 km na południowy zachód od Ostrowa Wielkopolskiego.

## Geografia i środowisko naturalne
Osada położona jest na terenie Parku Krajobrazowego Dolina Baryczy oraz Obszaru Chronionego Krajobrazu Wzgórza Ostrzeszowskie i Kotlina Odolanowska. Leży nad strumieniem Młyńska Woda, z trzech stron sąsiaduje z Lasem Moja Wola.
W osadzie oraz jej najbliższej okolicy znajdują się m.in. aleja dębowa oraz stawy rybne Możdżanów, będące siedliskiem wielu zwierząt chronionych, głównie ptaków, szlak pieszy Moja Wola wokół osady, kąpielisko, zespół folwarczny, na który składają się czworaki (5), domy z II połowy XIX wieku (2), oraz dawne nadleśnictwo, przy którym pomnikowe: buki i lipy drobnolistne (4).

## Pałac Moja Wola
W Mojej Woli znajduje się drewniany pałac na podmurówce z rudy darniowej zbudowany dla księcia brunszwicko-oleśnickiego Wilhelma.
Obiekt wzniesiony został w latach 1852-1854 według projektu architekta Carla Wolfa. W 1895 i w latach 1902–1903 rozbudowano go o człony południowo-zachodni, piętrowy północno-wschodni oraz wieżę. Budynek kryty jest dachem dwuspadowym z ornamentowanymi deskami okapowymi i szczytowymi. Od strony frontowej znajdują się dwa podcienia wsparte na drewnianych słupach z zastrzałami. Na jednej ze ścian znajduje się głowa słonia. Stropy są drewniane, wzmocnione belkami. Wewnątrz znajduje się wiszący pośrodku sali kuty świecznik w kształcie koła. Pałac jest jednym z prawdopodobnie tylko dwóch w Europie obiektów, których elewacja jest wyłożona pochodzącą z Portugalii korą z dębu korkowego (uzupełnione korą dębów rodzimych).
W pobliżu pałacu stoi oficyna o wystroju podobnym do pałacowego: elewacje wyłożone są korą dębową, dachy dwuspadowe z ornamentyką na deskach szczytowych i okapowych. Zabudowania otacza park krajobrazowy o powierzchni 10,1 ha, który w 1989 został uznany za powierzchniowy pomnik przyrody. Na terenie parku znajduje się 11 pomnikowych drzew – 9 dębów i dwa buki. Przy jednej z alei umiejscowiono alpinarium. Na skraju parku położona jest sezonowa stanica turystyczna Biały Daniel.
Początkowo obiekty pałacowe wchodziły w skład dóbr międzyborskich, od 1886 stanowiły centrum dóbr Moja Wola barona Daniela von Diergardt, a od 1891 wdowy po nim, Agnes von Diergardt. Po II wojnie światowej obiekt stał się własnością Lasów Państwowych, w latach 1951–1975 znajdowało się tu Technikum Leśne. W 2001 roku został on przekazany Gminie Sośnie w celu zagospodarowania turystycznego. Obecnie jest własnością prywatną.
Pałac oraz park został wpisany do rejestru zabytków nieruchomych województwa wielkopolskiego.

## Galeria

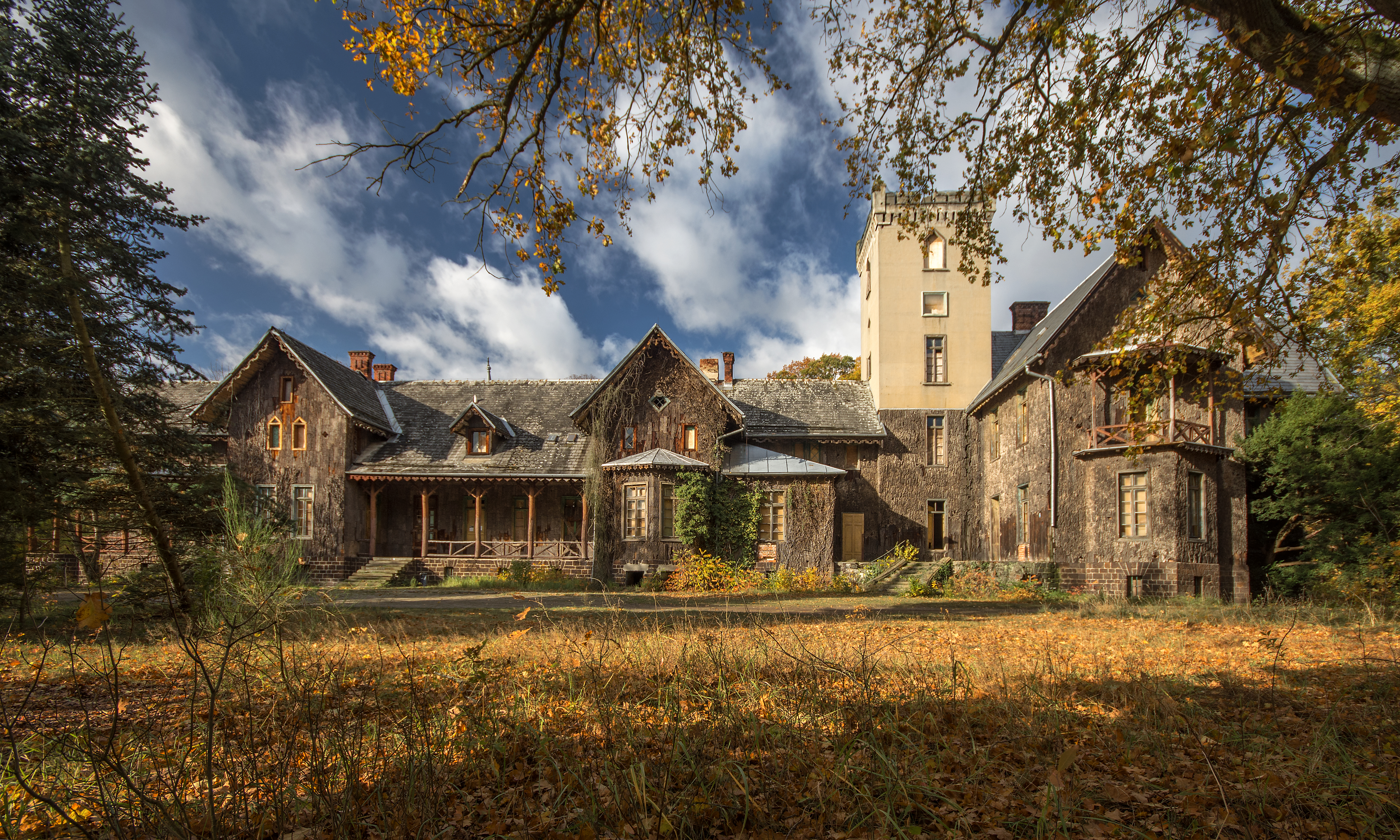
Pałac od południa
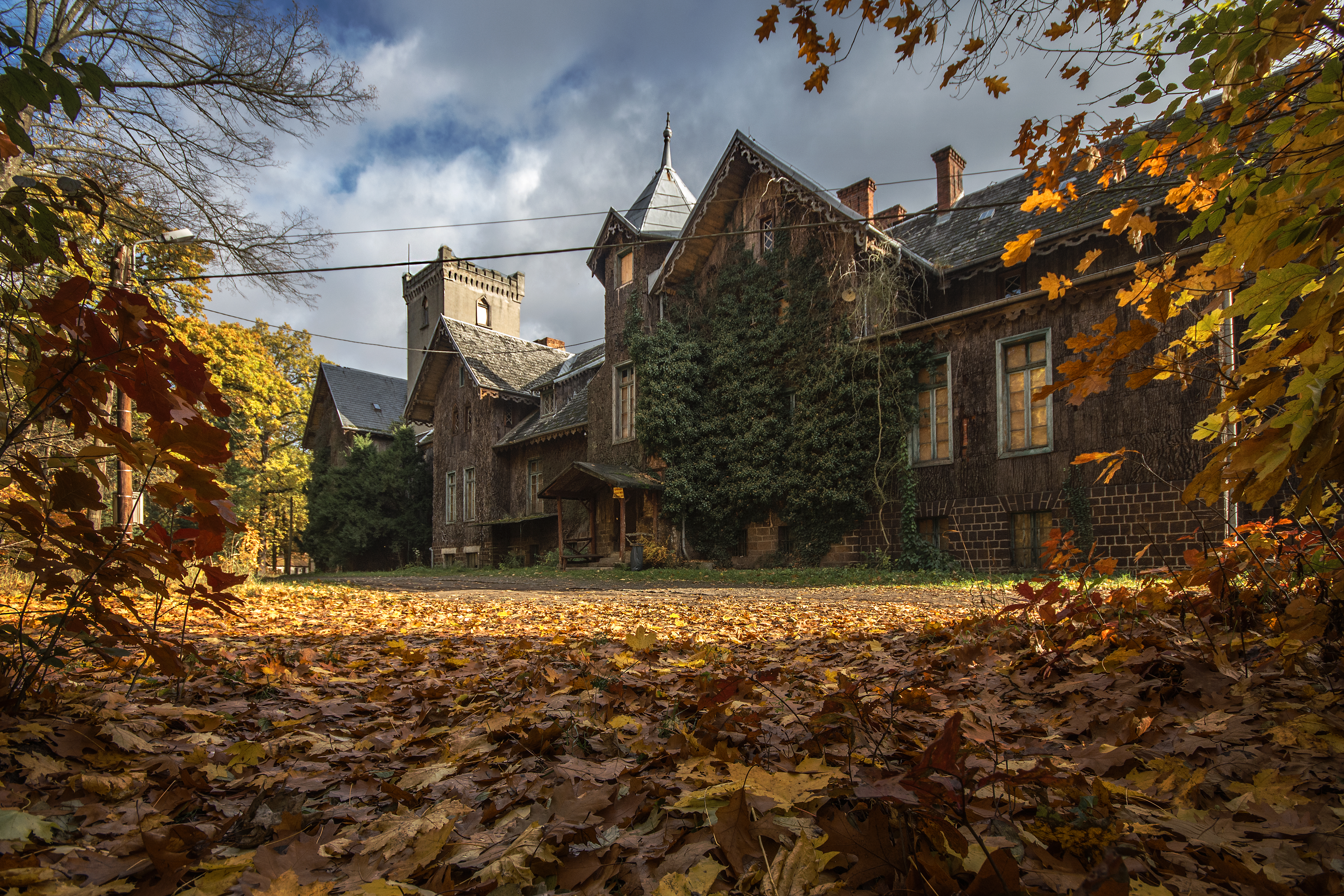
Pałac od północy
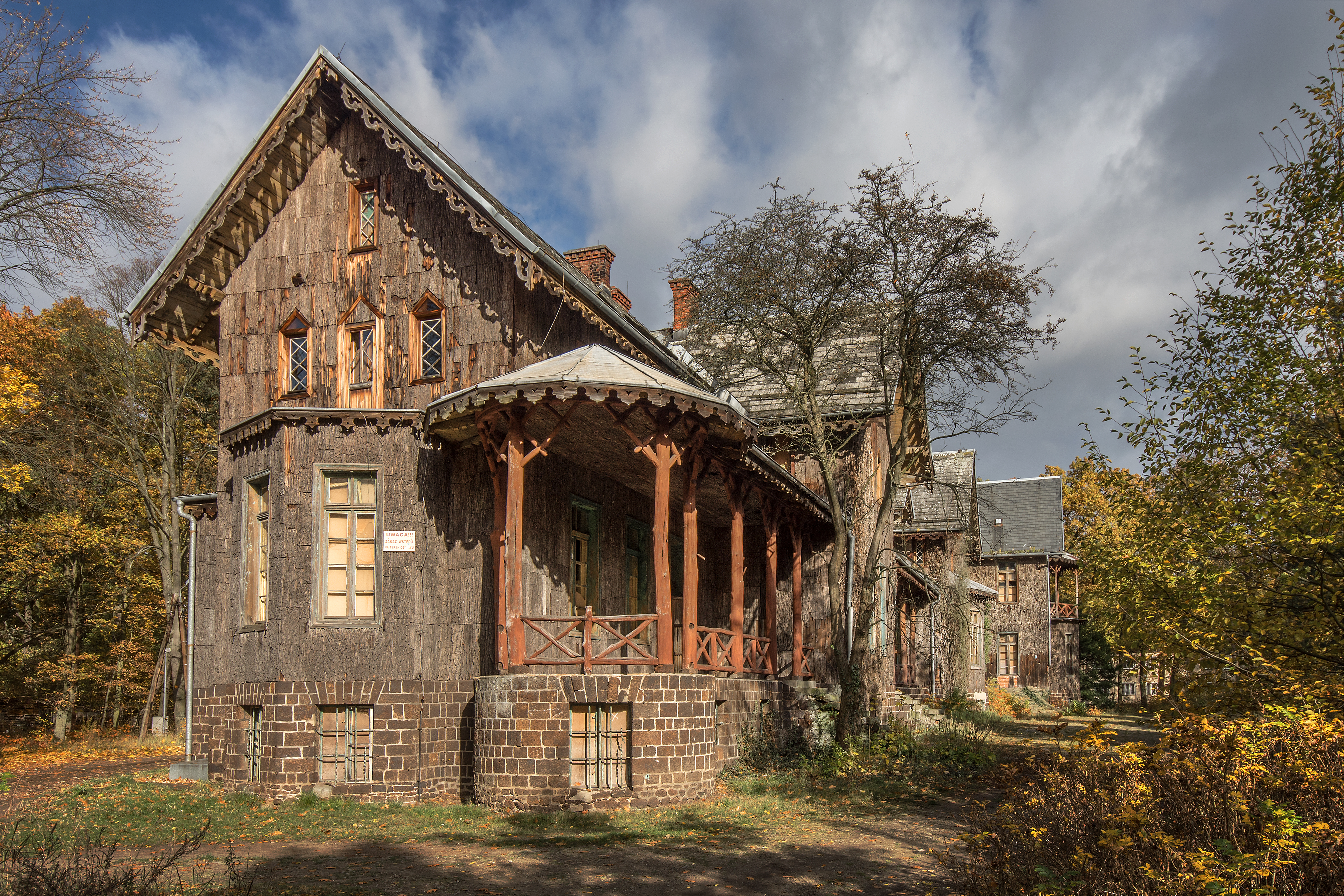
Pałac od zachodu
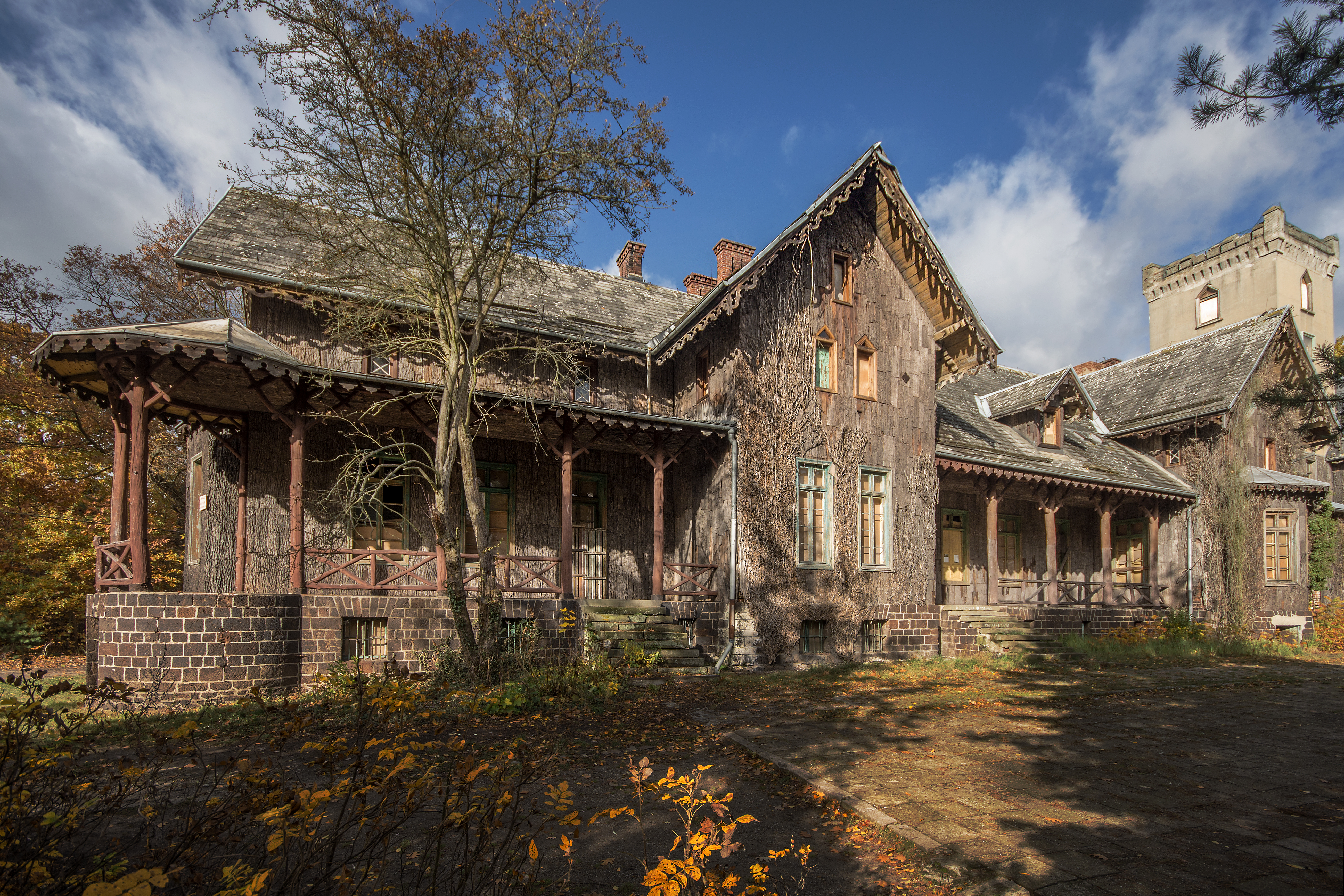
Zachodnie skrzydło - strona południowa
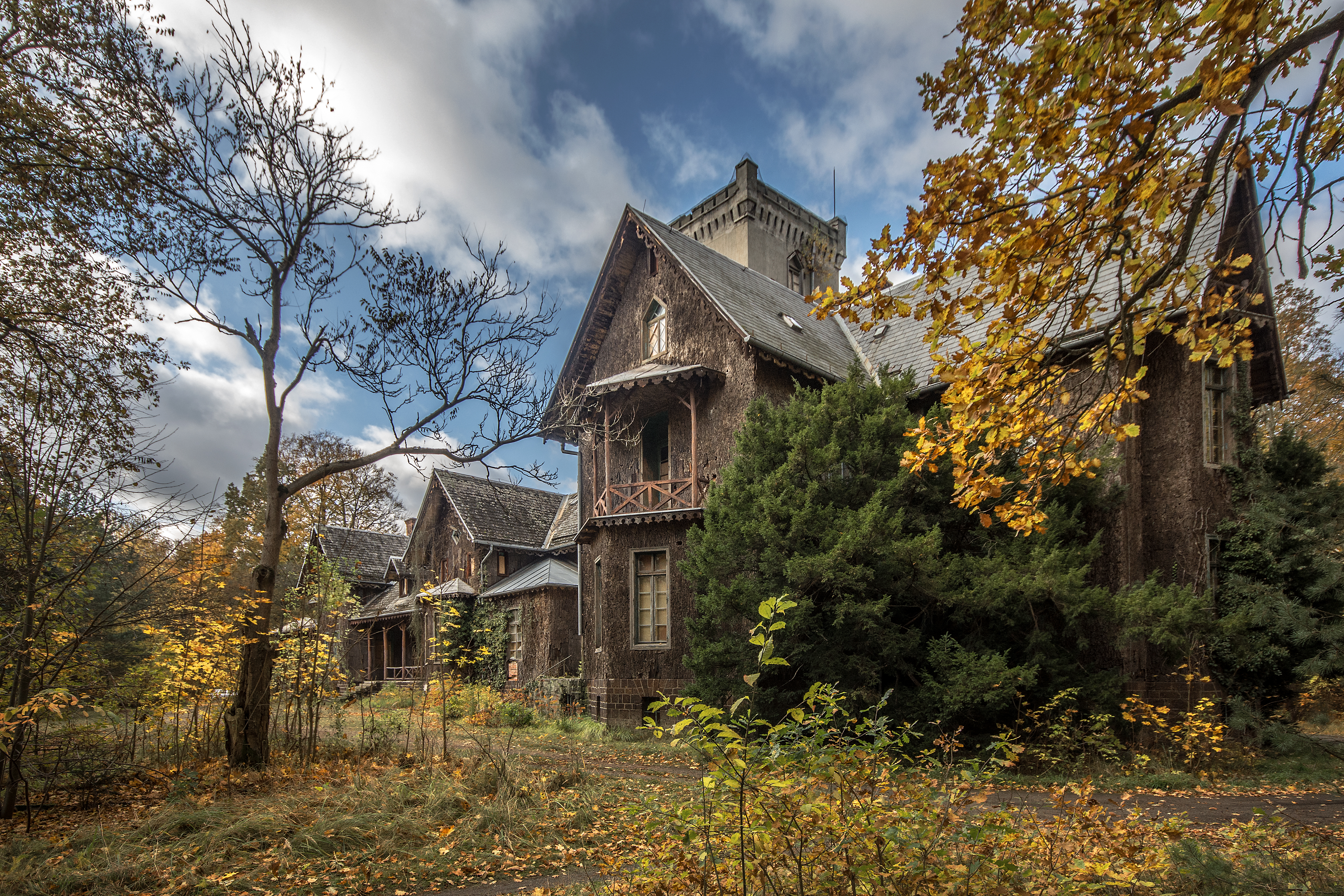
Wschodnie skrzydło - strona południowa
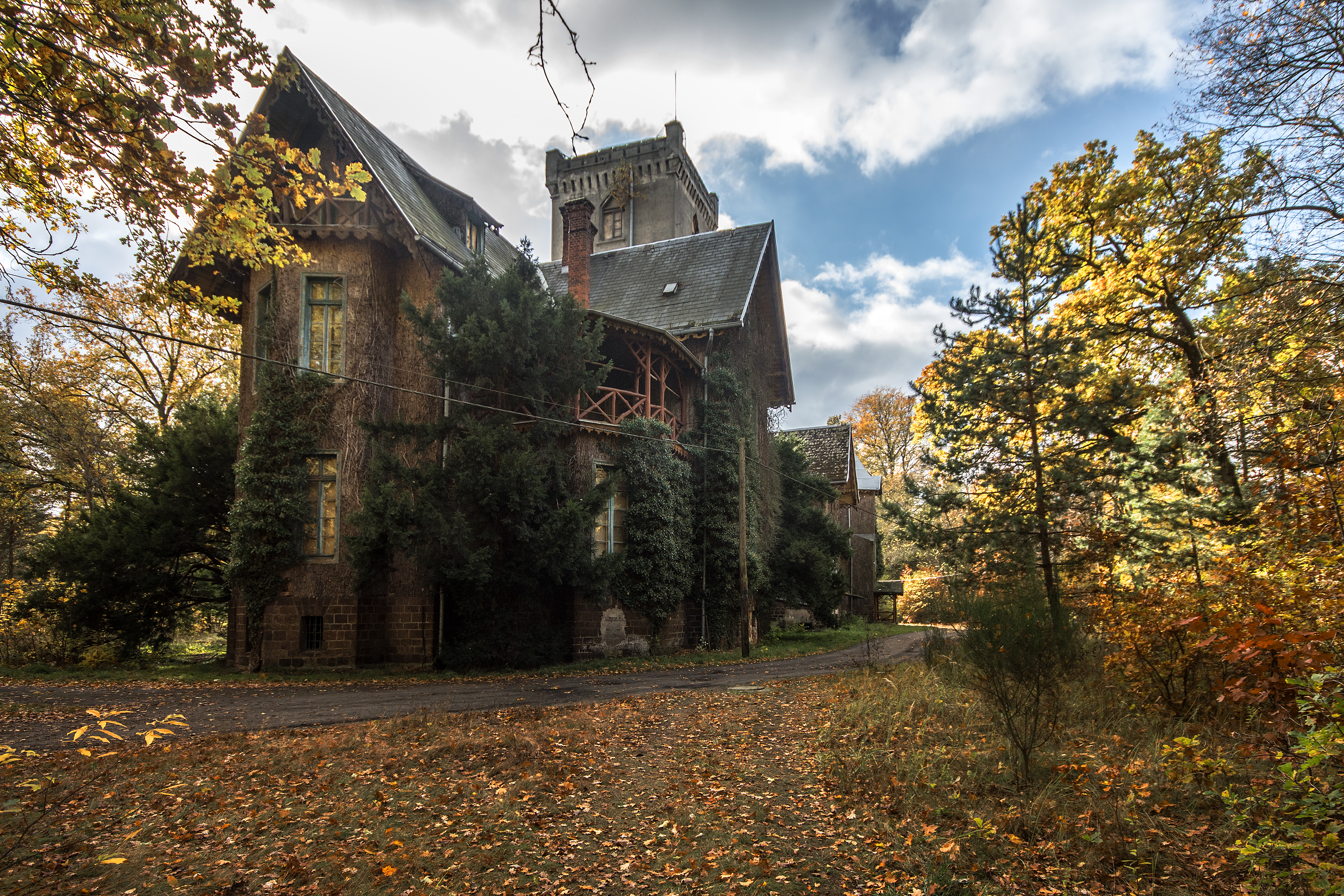
Wschodnie skrzydło - strona północna